# The Decoy (film 1914)
The Decoy è un cortometraggio muto del 1914 diretto da Carl Gregory.

## Produzione
Il film fu prodotto dalla Thanhouser Film Corporation (con il nome "Princess").

## Distribuzione
Distribuito dalla Mutual Film, uscì nelle sale cinematografiche USA il 3 luglio 1914.
Copia della pellicola si trova conservata negli archivi del National Film and Television Archive of the British Film Institute. Il film è stato inserito in un cofanetto di DVD dal titoloThe Thanhouser Collection, DVD Volumes 1, 2 and 3 (1911-1916), distribuito dalla Thanhouser Company Film Preservation nel 2006 che comprende una collezione di pellicole prodotte dalla Thanhouser per un totale complessivo di 262 minuti.